# Gisela Mauermayer
Gisela Mauermayer (Munique, 24 de novembro de 1913 - Munique, 9 de janeiro de 1995) foi uma atleta alemã, recordista mundial e campeã olímpica do lançamento de disco nos Jogos Olímpicos de Berlim, em 1936.
Atleta versátil, em 1934, nos Jogos Mundiais Femininos, venceu o pentatlo e o arremesso de peso. Foi a primeira campeã europeia do lançamento de disco, título que conquistou no Campeonato Europeu de Atletismo de 1938, em Viena, Áustria, então território do Terceiro Reich. Atleta de 1,72 m e 70 kg em seu apogeu, era considerada pelo governo nazista como um modelo ideal da feminilidade e da beleza ariana. Entre 1935 e 1936, ela quebrou por onze vezes o próprio recorde mundial da prova. Foi recordista mundial do lançamento de disco entre 1935 e 1948. Em Berlim 1936 conquistou a medalha de ouro com a marca de 47,63 m, recorde olímpico. Não pode disputar outros esportes de campo que dominava na Europa porque ainda não eram modalidades olímpicas.
Depois da Segunda Guerra Mundial, Gisela se tornou professora de esportes num colégio alemão, mas acabou perdendo o emprego por causa dos seus laços passados com o nazismo. Estudou biologia e se tornou diretora da biblioteca da Zoologischen Staatssammlung de Munique. Em 1951 foi co-fundadora do Comitê Feminino da Federação de Esportes da Alemanha.
Mesmo retirada completamente da visão pública pelas décadas seguintes, encontrava-se com frequência com outros atletas alemães de seu tempo. Morreu de embolia pulmonar aos 81 anos.